# 지쿠시군

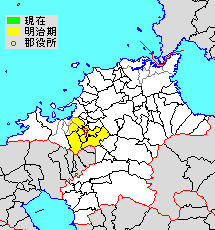
후쿠오카현 지쿠시군의 위치

지쿠시군(일본어: 筑紫郡, ちくしぐん)은 일본 후쿠오카현에 있던 군이다.

## 군역
1896년 행정 구역으로 발족 당시의 군역은 아래 구역에 해당한다.
- 후쿠오카시
  - 하카타구 전역
  - 미나미구의 일부
  - 히가시구의 일부
- 가스가시·오노조시·다자이후시·지쿠시노시·나카가와시 전역

## 역사
율령제 시대는 미카사군·무시로다군·나카군의 3군으로 나뉘어 있었지만 1896년 4월 1일, 3군을 합병시켜 지쿠시군이 되었다. 군명은 옛 국명(쓰쿠시국(筑紫国))과 연관된 것이다.

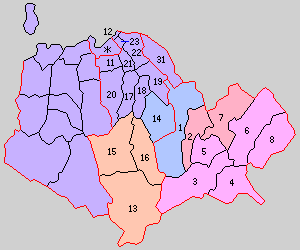
1.오노촌 2.미즈키촌 3.야마구치촌 4.지쿠시촌 5.후쓰카이치정 6.미카사촌 7.다자이후정 8.야마에촌 11.게고촌 12.도요히라촌 13.미나미하타촌 14.가스가촌 15.이와도촌 16.안토쿠촌 17.미야케촌 18.오사촌 19.나카촌 20.야하타촌 21.스미요시촌 22.가타카스촌 23.지요촌 31.무시로다촌 (보라: 후쿠오카시 분홍: 지쿠시노시 빨강: 다자이후시 주황: 나카가와시 파랑: 합병 없음 *: 발족 당시 후쿠오카시)

- 1896년 4월 1일 - 군제 시행에 따라 미카사군·나카군·무시로다군의 구역으로 지쿠시군이 발족. 아래의 정촌이 소속됨.(2정 20촌)
  - 구 미카사군(2정 6촌) - 오노촌(大野村)(현 오노조시), 미즈키촌(水城村)(현 다자이후시), 야마구치촌(山口村), 지쿠시촌(筑紫村), 후쓰카이치정(二日市町), 미카사촌(御笠村)(현 지쿠시노시), 다자이후정(太宰府町)(현 다자이후시), 야마에촌(山家村)(현 지쿠시노시)
  - 구 나카군(13촌) - 게고촌(警固村), 도요히라촌(豊平村)(현 후쿠오카시), 미나미하타촌(南畑村)(현 나카가와시), 가스가촌(春日村)(현 가스가시), 이와도촌(岩戸村), 안토쿠촌(安徳村)(현 나카가와시), 미야케촌(三宅村), 오사촌(曰佐村), 나카촌(那珂村), 야하타촌(八幡村), 스미요시촌(住吉村), 가타카스촌(堅粕村), 지요촌(千代村)(현 후쿠오카시)
  - 구 무시로다군(1촌) - 무시로다촌(席田村)(현 후쿠오카시)
- 1911년 6월 1일 - 스미요시촌이 정제 시행으로 스미요시정(住吉町)이 됨.(3정 19촌)
- 1912년 10월 1일(4정 17촌)
  - 게고촌이 후쿠오카시에 편입.
  - 지요촌이 정제 시행으로 지요정(千代町)이 됨.
- 1913년 10월 1일 - 가타카스촌이 정제 시행으로 가타카스정(堅粕町)이 됨.(5정 16촌)
- 1915년 4월 1일 - 도요히라촌이 부날되어, 일부는 후쿠오카시에, 잔여부는 가타카스정에 각각 편입.(5정 15촌)
- 1922년 6월 1일 - 스미요시정이 후쿠오카시에 편입.(4정 15촌)
- 1926년 4월 1일 - 야하타촌이 후쿠오카시에 편입.(4정 14촌)
- 1928년
  - 4월 1일 - 가타카스정이 후쿠오카시에 편입.(3정 14촌)
  - 5월 1일 - 지요정이 후쿠오카시에 편입.(2정 14촌)
- 1933년
  - 4월 1일 - 무시로다촌이 후쿠오카시에 편입.(2정 13촌)
  - 4월 5일 - 미야케촌이 후쿠오카시에 편입.(2정 12촌)
- 1940년 4월 17일 - 나카촌이 정제 시행으로 나카정(那珂町)이 됨.(3정 11촌)
- 1950년 10월 1일 - 오노촌이 정제 시행으로 오노정(大野町)이 됨.(4정 10촌)
- 1953년 1월 1일 - 가스가촌이 정제 시행으로 가스가정(春日町)이 됨.(5정 9촌)
- 1954년 10월 1일 - 오사촌이 후쿠오카시에 편입.(5정 8촌)
- 1955년
  - 3월 1일(5정 3촌)
    - 다자이후정·미즈키촌이 합병하여 새로이 다자이후정이 발족.
    - 후쓰카이치정·미카사촌·지쿠시촌·야마구치촌·야마에촌이 합병하여, 지쿠시노정(筑紫野町)이 발족.

  - 4월 5일 - 나카정이 후쿠오카시에 편입.(4정 3촌)
- 1956년 4월 1일 - 미나미하타촌·안토쿠촌·이와도촌이 합병하여, 나카가와정(那珂川町)이 발족.(5정)
- 1972년 4월 1일(2정)
  - 지쿠시노정이 시제 시행으로 지쿠시노시(筑紫野市)가 되어, 군에서 이탈.
  - 가스가정이 시제 시행으로 가스가시(春日市)가 되어, 군에서 이탈.
  - 오노정이 시제 시행과 개칭으로 오노조시(大野城市)가 되어, 군에서 이탈.
- 1982년 4월 1일 - 다자이후정이 시제 시행으로 다자이후시(太宰府市)가 되어, 군에서 이탈.(1정)
- 2018년 10월 1일 - 나카가와정이 시제 시행으로 나카가와시(那珂川市)가 되어, 군에서 이탈. 이날 지쿠시군은 폐지됨. 헤이세이 시대의 마지막 군 소멸이다.